# 木如寺
木如寺（藏語：རྨེ་རུ་དགོན，威利转写：rme ru dgon），位于西藏自治区拉萨市城关区北京中路13号，是一座藏传佛教格鲁派寺院。如今的木如寺仅占用原有木如寺建筑的很小一部分，其他部分被中国佛教协会西藏分会印经院占用。

## 历史
木如寺位于下密院向东50米处。如今的木如寺的前身是位于大昭寺后面的木如宁巴（即木如宁巴寺），即旧木如寺，建于7世纪。因木如宁巴四周可用以发展的空间过于狭小，故十三世达赖时期，乃琼护法释迦亚培在小昭寺东南、大昭寺东北方向兴建了如今这座新木如寺。由此，大昭寺以东原有的木如寺便被称为“木如宁巴”，意思是“旧木如”，这是相对新的木如寺而称。新建的这座木如寺是藏传佛教格鲁派寺院。
木如寺建成后，起初木如宁巴是主寺，木如寺为其分寺；木如寺扩建后，木如寺成为主寺，木如宁巴变为其分寺。到21世纪初，木如宁巴由乃琼寺、贡嘎曲德寺、木如寺三家共同管理。木如宁巴有政府颁发的一个寺庙许可证，上写：“（山南地区）贡嘎（县）曲德寺所属木如宁巴护法神殿，地址：拉萨市大昭寺东9号，负责人朗真。”
1959年之后，木如寺由西藏自治区话剧团使用。后来，该话剧团在其他地方兴建了房子，便搬出木如寺。当时除了话剧团占用外，粮食局也曾占用该寺。话剧团和粮食局相继迁走后，该寺由中国佛教协会西藏分会全面接管，中国佛教协会西藏分会将印经院从下密院搬到该寺。再后来，木如寺逐渐恢复，但过去的主殿归属印经院（主要用以堆放印制经书用的刻板），所以如今的木如寺仅占据了过去木如寺建筑中的很小一部分。木如寺过去的主殿是现在的印经院，而木如寺如今的主殿只是以前的护法殿。
印经院成立于1980年代，到21世纪初仍是西藏仅有的一家佛经印刷厂。印经院收藏有320部藏文佛经的12.8万块长方形雕版。印经院以古老的雕版印刷佛经，来自西藏各地以及青海、云南、四川、甘肃等地的藏传佛教信徒常在此处购买藏文佛经。2009年时，印经院共有60余名工人，仅负责印刷；印板是在尼木县刻成后运来。

## 建筑

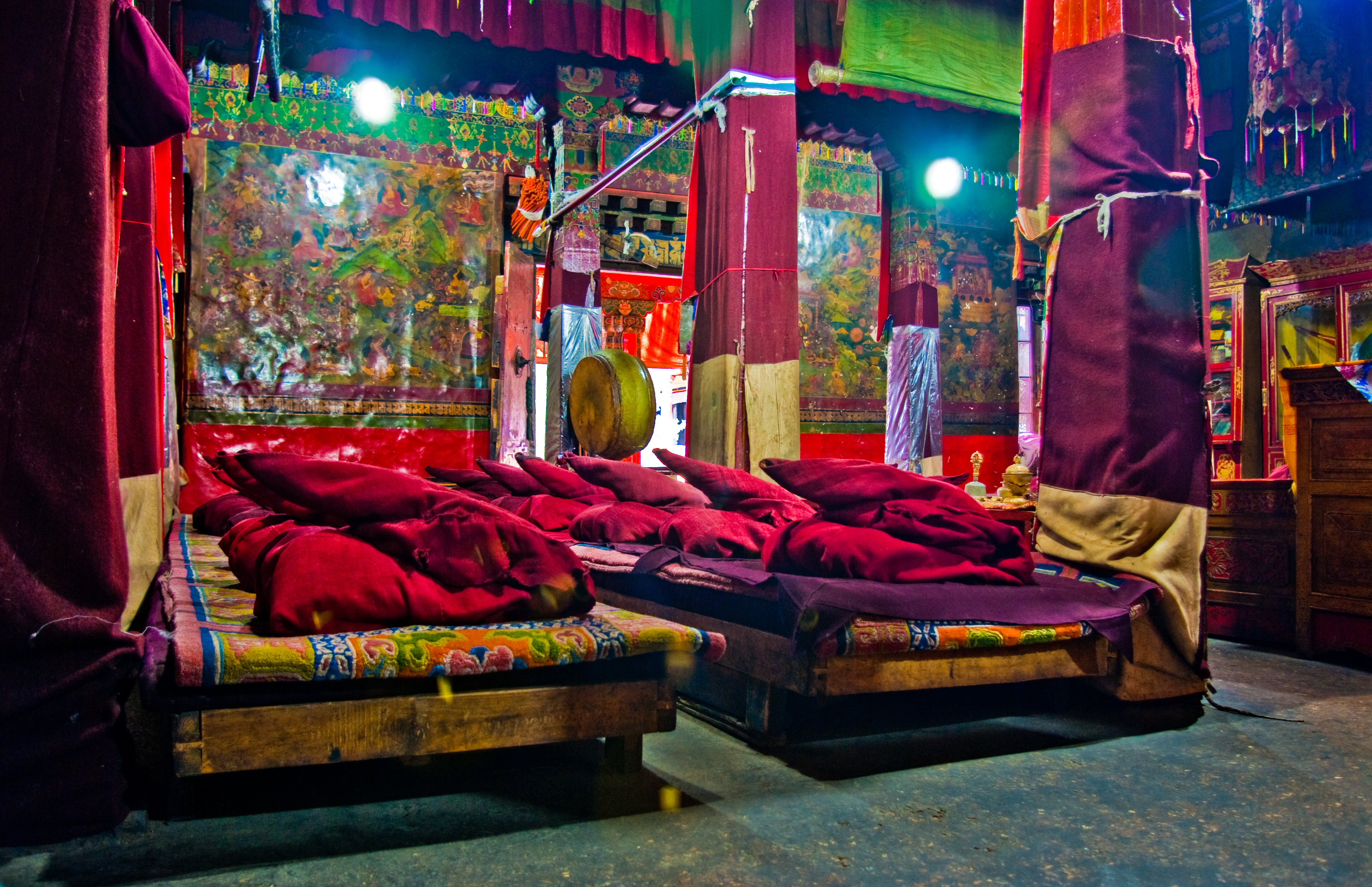
木如寺

木如寺坐北朝南，原来共有房屋300多间。整个寺院建筑前低后高，过去寺院前部为僧舍，后部为主殿（即现为印经院占用的旧主殿）。该寺是一个典型的藏式院落，但进入该寺大门，可见院子正中有一座南北走向的高大的汉式建筑。这座汉式建筑原来是1950年代至1960年代西藏自治区话剧团演出用的剧场，后来成为中国佛教协会西藏分会印经院的印经场所。
往院子左面走，经过一个煨桑炉，旁边为一排转经筒，里面便是如今木如寺的主殿。以煨桑炉为界，以北属于木如寺，归木如寺管理；院子的其余部分均属于中国佛教协会西藏分会，居住着中国佛教协会西藏分会印经院的工人及其家属。
从如今的木如寺主殿西边一个侧门出去，便是木如寺的僧舍和饭堂。
往院子右面走，便是中国佛教协会西藏分会印经院。印经院大门旁的墙壁上绘有佛教题材的壁画。